# Књижевна награда „Исмет Реброња”
Књижевна награда „Исмет Реброња” је регионална награда која се додељује за најбољу књигу поезије објављену у протеклој години, на српском, бошњачком, хрватском и црногорском језику. Награду је 2023. године установила  Народна библиотека „Доситеј Обрадовић” из Новог Пазара, у част песника и новинара Исмета Реброње, према неким мишљењима, највећег песника Санџака.

## Исмет Реброња
Исмет Реброња (1942 – 2006) био је песник, приповедач, романописац, антологичар, етимолог, есејиста и новинар. Био је уредник и оснивач неколико листова, културних манифестција и институција. Од 1972. године живео је у Новом Пазару, где је радио као новинар.

## Добитници
Досадашњи добитници награде „Исмет Реброња” су:
- 2023 — Мелида Траванчић, за збирку поезије Вео над ријеком Ц[3]
- 2024 — Дејан Алексић за збирку поезије Одавде се види[4]